# Peruzara
Peruzara is een geslacht van rechtvleugeligen uit de familie krekels (Gryllidae). De wetenschappelijke naam van dit geslacht is voor het eerst geldig gepubliceerd in 2011 door Gorochov.

## Soorten
Het geslacht Peruzara omvat de volgende soorten:
- Peruzara atalaya Gorochov, 2011
- Peruzara loreto Gorochov, 2011